# عاشیق ملک‌لی
عاشیق ملک‌لی (به لاتین: Aşıq Məlikli) یک منطقهٔ مسکونی در جمهوری آذربایجان است که در شهرستان جبرئیل واقع شده‌است.